# Liparetrus simillimus
Liparetrus simillimus är en skalbaggsart som beskrevs av Macleay 1886. Liparetrus simillimus ingår i släktet Liparetrus och familjen Melolonthidae. Inga underarter finns listade i Catalogue of Life.